# Friedrich Wilhelm Birenheide

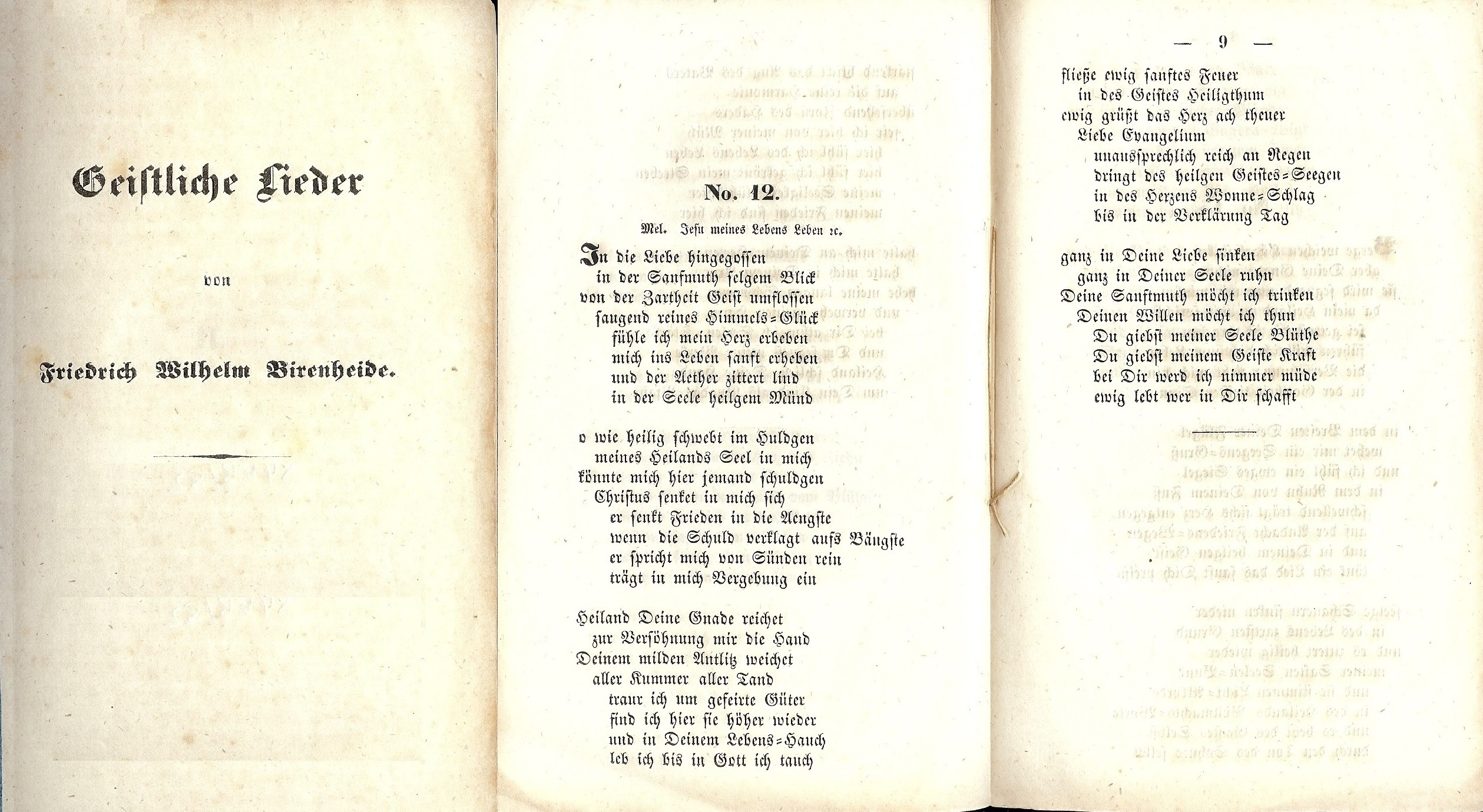
Geistliche Lieder II, Merseburg (1850), Titelseite und Lied Nr. 12

Friedrich Wilhelm Birenheide (* 19. November 1809 in Ringleben/Fürstentum Schwarzburg-Rudolstadt; † 31. Januar 1893 in Eisleben) war ein deutscher evangelisch-lutherischer Pfarrer, Pädagoge und Lieddichter.

## Werdegang
Birenheide war ein Sohn des Lehrers und Organisten Andreas Wilhelm Birenheide und Johanna, geb. Gebicke und besuchte das Lyzeum in Frankenhausen. Anschließend studierte er von 1828 bis 1832 an der Universität in Halle/Saale Theologie. Er bestand im Jahr 1834 das theologische Abschlussexamen und promovierte im Jahr 1837 an der Universität Jena.
Hierauf arbeitete er zwischen 1833 und 1848 als Rektor in Gehofen, wurde dann ordiniert und 1848 als Pfarrer an die Gemeinde von Lausa berufen, wo er bis 1853 im Amt blieb.
Seit 1849 zeigten sich Zeichen einer geistigen Erkrankung; er zog sich deshalb nach seiner frühzeitigen Emeritierung am 1. Oktober 1853 nach Ringleben zurück. Ab 1891 wohnte er in Eisleben, wo er verstarb.

## Familie
Birenheide war seit Dezember 1837 mit Bertha Friederike Wilhelmine Schettler und nach deren Tod ab 1841 mit der Pfarrerstochter Bertha Maria Kämmerer verheiratet; er hatte insgesamt vier Kinder.

## Werk
Birenheide war Mitarbeiter der Jenaer Literatur-Zeitung und gab, neben theologischen Aufsätzen, im Jahr 1840 in Querfurt eine Sammlung eigener Predigten heraus. Seine geistlichen Lieder erschienen in zwei Bändchen; das erste Büchlein enthielt acht Lieder, das zweite sechs Lieder.

### Werke
- Predigtsammlung. Querfurt 1840.
- Geistliche Lieder, Band I. Merseburg (?) 1848.
- Des Leben des Todes überwunden vom Leben des Lebens. 1849.
- Lukas-Kommentar. Torgau 1849.
- Geistliche Lieder, Band II. Merseburg 1850.
- Der Begriff des Seyn. Sondershausen 1856.
- Der gesunde Menschenverstand - Eine Abhandlung. 1868.
- Die persönliche Unsterblichkeit des Menschen philosophisch bewiesen, Ringleben 1872.
- Chronik Lausa [ungedruckt]

### Liedtitel (Auswahl)
- Berge weichen, Hügel sinken
- Frieden pfleget mein Gemüte
- Geist der ewgen Himmelsweihe
- In der Ahnung Feierblicke
- In die Liebe hingegossen
- Traulich gingen einst zwei Jünger